# 33829 Asherson
33829 Asherson è un asteroide della fascia principale. Scoperto nel 2000, presenta un'orbita caratterizzata da un semiasse maggiore pari a 2,2320886 au e da un'eccentricità di 0,1266065, inclinata di 1,54892° rispetto all'eclittica.